# Rhythmbox
Rhythmbox è un lettore multimediale libero. Originariamente ispirato ad iTunes, è progettato per lavorare nell'ambiente desktop GNOME ed usa la piattaforma multimediale GStreamer. È attualmente in pieno sviluppo.

## Caratteristiche
Rhythmbox offre diverse caratteristiche avanzate come la gestione della libreria musicale, la modifica delle informazioni delle tracce, la creazione di playlist, eccetera.

### Riproduzione di musica
Supporta la riproduzione di un'ampia varietà di musica digitale. I più comuni file riprodotti sono quelli memorizzati nella Libreria, oltre che radio in streaming e podcast; è supportato lo standard Replay Gain.
Si possono ricercare ed ordinare i file musicali presenti nella libreria, oltre che ordinarli in playlist (che possono essere dinamiche).
Ai brani si può anche assegnare una votazione automatica, che sarà tanto più alta quante più volte si ascolta un brano.

### Importazione di brani musicali
Lo si può fare da CD audio, usando il pacchetto opzionale Sound Juicer; inoltre c'è il supporto per iPod, seppur a livello sperimentale. Rhythmbox supporta anche il protocollo MTP per gestire i riproduttori portatili compatibili con tale protocollo.

### Masterizzazione CD Audio
Sin dalla versione 0.9 Rhythmbox può creare CD audio dalle playlist.

### Visualizzazione copertine album
Sin dalla versione 0.9.5, Rhythmbox può visualizzare le copertine degli album in quel momento in esecuzione.

### Visualizzazione testi brani
Sin dalla versione 0.9.5, Rhythmbox può visualizzare il testo del brano in esecuzione, purché sia memorizzato in archivi come leoslyrics.

### Supporto Last.FM
Sin dalla versione 0.9.6, Rhythmbox può inviare le informazioni relative ai brani ascoltati al proprio account Last.fm e dalla versione 0.9.7 può anche riprodurre i flussi audio di Last.fm.

### Condivisione della musica via DAAP
Rhythmbox supporta la condivisione della musica e la riproduzione dei brani condivisi sulla rete locale tramite il protocollo DAAP (compatibile con iTunes). Il plugin usa la libreria libdmapsharing per fornire questa funzionalità.

### Integrabilità

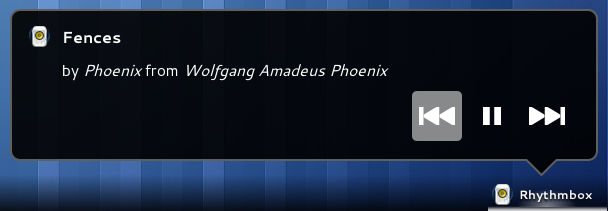
Pop-up di Rhythmbox nell'area di notifica di GNOME.

- Pop-up di Rhythmbox nell'area di notifica di GNOME.Rhythmbox può essere facilmente integrato nel pannello di GNOME.
- Rhythmbox si integra con molti altri programmi, tra cui:
  - Il file manager Nautilus: integrazione con il menu contestuale;
  - XChat: attraverso un plugin;
  - Pidgin ed Emesene: che aggiornano lo stato dell'utente con i dettagli dei brani attualmente in esecuzione;

#### Plugin ed estensioni
- Rhythmbox WebMenu è un plugin completamente personalizzabile che permette di ricercare informazioni su brani, album ed artisti su diversi siti web tramite un semplice menu.
- Panflute[2] (precedentemente noto come Music Applet[3]): un applet che permette il controllo del programma direttamente dal pannello di GNOME;
- Shuffle: un gDesklet che permette di interfacciare fra loro Rhythmbox e l'iPod Shuffle;
- Rhythmlet: un gDesklet che trova album sul computer o da Amazon.com;
- SideCandyRhythmbox: un controllo di Rhythmbox basato su gDesklet;
- Rhythmbox XSLT: permette di leggere la propria playlist come una pagina web;
- Drivel: inserisce il nome della traccia in esecuzione sul player nel blog LiveJournal;
- Rhythmbox Tune Publisher: pubblica la traccia in esecuzione su Jabber attraverso il protocollo User Tune;
- Blue Remote: permette il controllo del lettore da un telefono dotato di controllo Bluetooth;
- FoxyTunes: un'estensione di Mozilla Firefox che permette di controllare Rhythmbox direttamente dal browser;
- Plugin per cercare ed ascoltare brani con licenza Creative Commons da Jamendo e Magnatune.